# Karpți, Lîpova Dolîna
Karpți (în ucraineană Карпці) este un sat în comuna Saii din raionul Lîpova Dolîna, regiunea Sumî, Ucraina.

## Demografie
Componența lingvistică a localității Karpți
     Ucraineană (95,04%)
     Rusă (4,96%)
Conform recensământului din 2001, majoritatea populației localității Karpți era vorbitoare de ucraineană (95,04%), existând în minoritate și vorbitori de rusă (4,96%).